# Arena (An Absurd Notion)
Pour les articles homonymes, voir Arena.
Pour plus de détails, voir Fiche technique et Distribution.
Arena (An Absurd Notion) est un film de concert-concept réalisé par Russell Mulcahy, tourné durant la tournée nord-américaine Sing Blue Silver du groupe britannique Duran Duran.

## Synopsis
Le Dr Durand Durand, personnage diabolique du film Barbarella, revient sur Terre grâce à sa machine à voyager dans le temps. Il atterrit directement sous le stade d’Oakland en Californie. Il veut vaincre les 5 « imposteurs » de Duran Duran qui lui ont volé son nom ! Il envoie ainsi ses sbires pour les tuer. Imperturbables, les membres du groupe continuent de divertir leurs fans.

## Fiche technique
Sauf indication contraire, les informations mentionnées dans cette section peuvent être confirmées par la base de données cinématographiques IMDb,  présente dans la section « Liens externes ».
- Réalisation : Russell Mulcahy
- Direction artistique : Grey Lipley
- Costumes : Bob Crowley
- Photographie : Tony Mitchell
- Montage : Tim Waddell
- Musique : Duran Duran
- Production : Michael Berrow et Paul Berrow

Producteurs délégués : Harry N. Blum et Tony Silvester
- Sociétés de production : Eagle Vision et Picture Music International
- Société(s) de distribution : 2 Entertain (Royaume-Uni, VHS), EMI Music (Royaume-Uni, DVD), Capitol Records (États-Unis, DVD)
- Pays d'origine : Royaume-Uni
- Langue originale : anglais
- Genre : Film de concert, docufiction et science-fiction
- Durée : 58 minutes (+ bonus)
- Dates de sortie[2] : 
  - 1985 (VHS)
  - 2004 (DVD)

## Contenu du DVD
| 1. The Return of Duran Duran (histoire du Dr Duran Duran et du groupe) 2. Is There Something I Should Know? 3. Hungry Like the Wolf 4. Union of the Snake 5. Save a Prayer 6. The Wild Boys (version clip de 7 minutes) 7. Planet Earth 8. Careless Memories 9. Girls on Film 10. The Reflex (version remix) 11. Rio - Durée : environ 60 minutes | 1. Introduction 2. Concepts and windmills 3. Costumes, choreographies et maquillages 4. Hanging around with robots 5. Milo and stilts 6. Blowing it all up - Durée : environ 49 minutes 1. Spot TV Arena 2. Bande-annonce Arena 3. Arena (video mix) 4. Save a Prayer (live) 5. interview de Simon Le Bon |

## Distribution
- Simon Le Bon : lui-même
- Nick Rhodes : lui-même
- Andy Taylor : lui-même
- John Taylor : lui-même
- Roger Taylor : lui-même
- Milo O'Shea : Dr. Durand Durand
- Nick Gillard : un fan

## Production

### Genèse et développement
Plutôt que de filmer simplement le concert, le groupe Duran Duran et le réalisateur Australien Russell Mulcahy (qui a auparavant réalisé plusieurs clips pour le groupe) pensent qu'il serait plus « fun » de jouer autour des origines du nom du groupe  (du nom d'un personnage de Barbarella). Ils imaginent ainsi une histoire avec des éléments fantastiques qu'ils ajoutent aux images du groupe sur scène

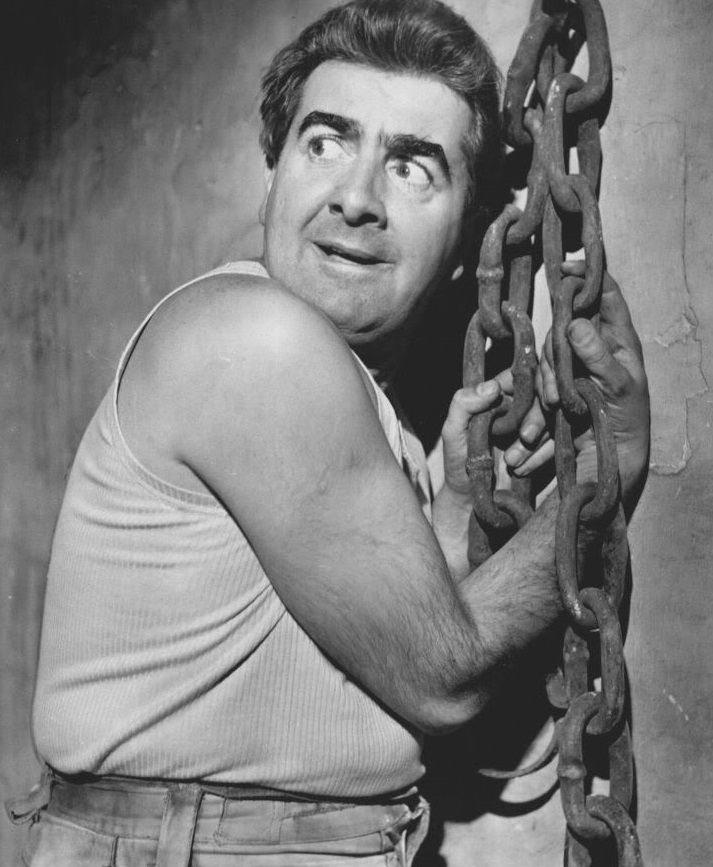
Milo O'Shea en 1967

L'antagoniste Dr. Durand Durand est interprété par Milo O'Shea, qui reprend donc son rôle de Barbarella.
Le film contient également la version longue du clip de la chanson The Wild Boys, également réalisé par Russell Mulcahy. Il s'agit d'une fausse bande-annonce d'un film qui serait adapté du roman Les Garçons sauvages - Un livre des morts (The Wild Boys: A Book of the Dead) de William S. Burroughs.
Un livre-photos du film, Arena: The Book  (ISBN 0-9510118-1-2), sortira en 1985.

### Attribution des rôles
Jennifer Connelly, toute jeune à l'époque, apparait brièvement en train de marcher le long d'un plateau vide, dans l'un des segments du film.

### Tournage
Le tournage a eu lieu à Oakland pour le concert, et sur le plateau 007 des Pinewood Studios et à Birmingham.